# Dompierre-sur-Héry
Dompierre-sur-Héry – miejscowość i dawna gmina we Francji, w regionie Burgundia-Franche-Comté, w departamencie Nièvre. W 2013 roku jej populacja wynosiła 83 mieszkańców. Nazwa miejscowości pochodzi od imienia św. Piotra. 
1 stycznia 2016 roku połączono 3 wcześniejsze gminy: Beaulieu, Dompierre-sur-Héry oraz Michaugues. Siedzibą gminy została miejscowość Beaulieu, a nowa gmina przyjęła jej nazwę. 